# Aledo, Illinois
Aledo là một thành phố thuộc quận Mercer, tiểu bang Illinois, Hoa Kỳ. Năm 2010, dân số của thành phố này là 3640 người.

## Dân số
Dân số qua các năm:
- Năm 2000: 3613 người.
- Năm 2010: 3640 người.